# Polyosma trimeniifolia
Polyosma trimeniifolia är en tvåhjärtbladig växtart som beskrevs av Kanehira och Hatusima. Polyosma trimeniifolia ingår i släktet Polyosma och familjen Escalloniaceae. Inga underarter finns listade i Catalogue of Life.